# Das deutsche Sprachgebiet von Mähren und Schlesien

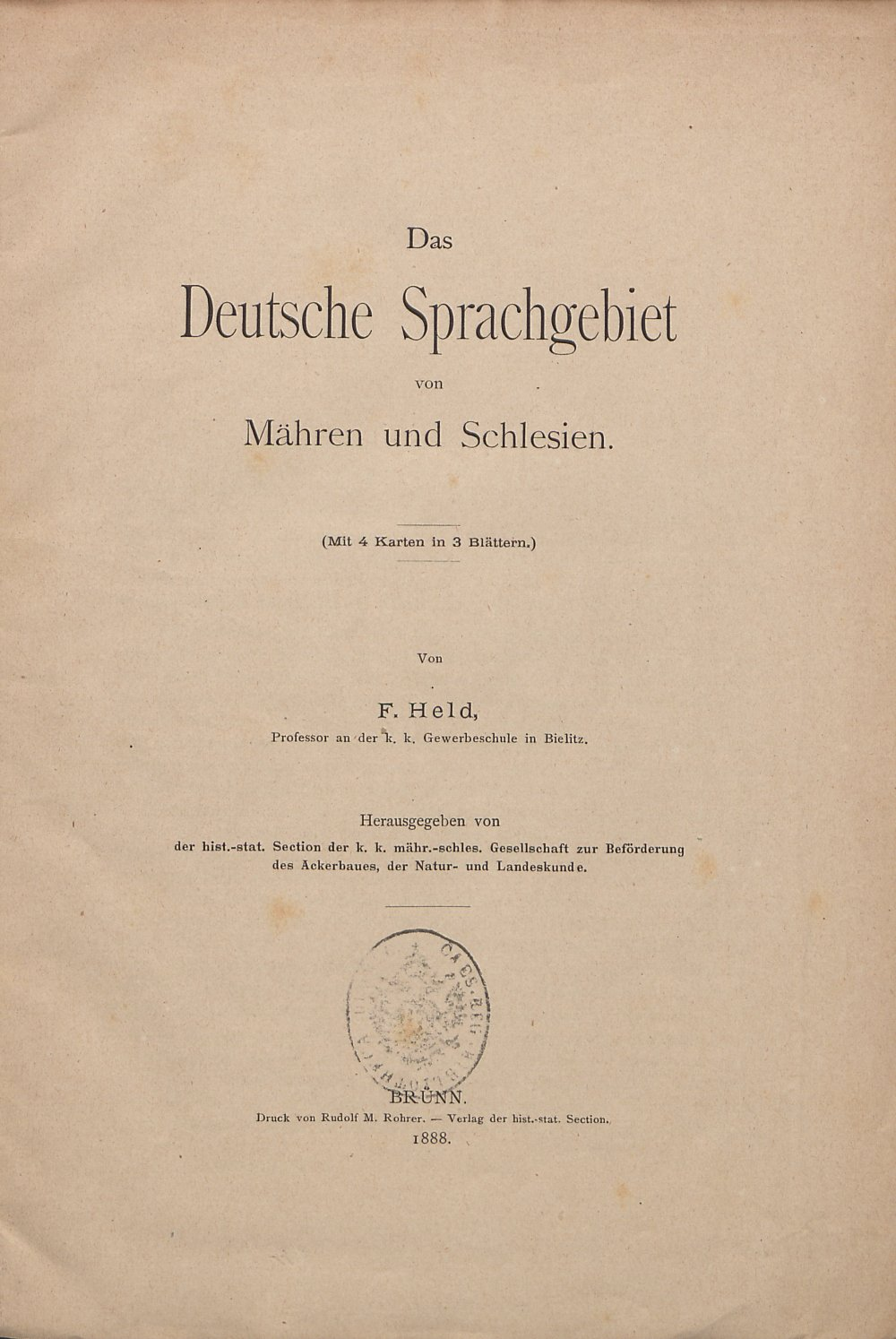
Obálka knihy Das deutsche Sprachgebiet von Mähren und Schlesien z fondu Vědecké knihovny v Olomouci

Das deutsche Sprachgebiet von Mähren und Schlesien je spis německého profesora Franze Helda z roku 1888, který představuje nástin situace, včetně popisu jazykových hranic, jazykových ostrovů a celkového německého jazykového území na Moravě a ve Slezsku.

## Obsah
Jazyková a národnostní roztříštěnost v českých zemích se stala od druhé poloviny 19. století fundamentálním problémem pro fungování habsburského soustátí. Jazyková rozrůzněnost byla na Moravě ještě komplikovanější než v Čechách či ve Slezsku, kde byly jazykové hranice jasnější a uvnitř jednotlivých jazykových enkláv nebylo tolik jazykových variant. Jiná situace byla na Moravě, která byla z česko-německého jazykového hlediska mnohem více členitější. Německá národnost byla na Moravě početně o něco slabší než v Čechách (cca 30% na Moravě, 35% v Čechách), ale její hospodářský, politický a kulturní vliv byl mnohem výraznější. Až do 1. světové války Němci ovládali městské rady v Olomouci, Brně, Jihlavě a ve slezské Opavě. Vzájemné jazykové a národnostní boje mezi Čechy a Němci na Moravě a ve Slezsku se právě nejvíce zračily v místech jazykových ostrovů (tzv. Sprachinsel) a na jazykových hranicích.
Heldova práce obsahuje 3 mapy, které zobrazují hlavní německé osídlení na Moravě a ve Slezsku. Jedná se o jihlavský jazykový ostrov a jihozápadní Moravu, brněnský jazykový ostrov, vyškovský jazykový ostrov a dále souvislé osídlení na jižní Moravě. Vedle tohoto jazykového území se pak jedná o kompaktní oblast severní Moravy, město Olomouc a východní část tzv. Hřebečska, což byl německý jazykový ostrov rozkládající se jak v Čechách, tak i na Moravě s centry ve Svitavách a Moravské Třebové.
Situace ve Slezsku byla z hlediska německého jazykového rozšíření nejlepší, protože se jednalo o zcela kompaktně německy mluvící území západního Slezska a hlavní město Opavu. Naopak jižně, západně a východně od Opavy se nacházelo převážně české jazykové osídlení. Slezsko bylo též jedinou zemí ze svazku Koruny české, v níž měla německá národnost početní převahu.
Heldův statistický přehled vycházející ze sčítání lidu z roku 1880, tak sahá od období počátku nejostřejší fáze nacionálních bojů mezi Čechy a Němci, jejichž hlavním znakem byl právě jazyk. Tento zápas vyvrcholil v polovině 90. let 19. století Badeniho jazykovými nařízeními, které uvrhly Předlitavsko do krize, z níž se nevzpamatovalo až do rozpadu monarchie.